# Erwin von Witzleben

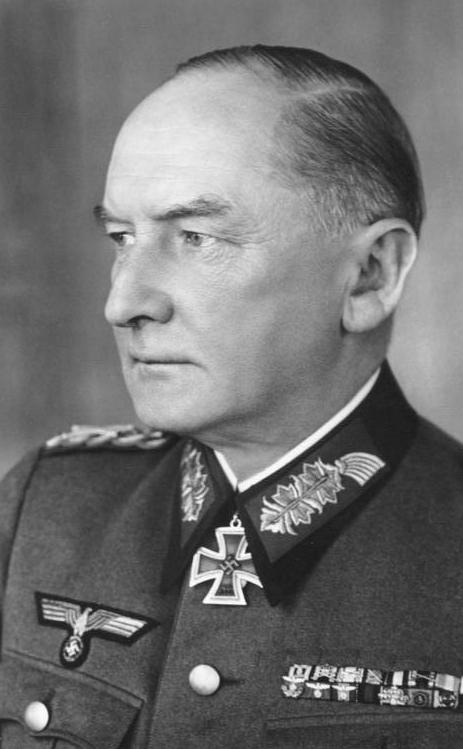
Generalfeldmarschall Erwin von Witzleben (1940)

Job Wilhelm Georg Erwin Erdmann von Witzleben (* 4. Dezember 1881 in Breslau, Provinz Schlesien; † 8. August 1944 in Berlin-Plötzensee) war ein deutscher Offizier, zuletzt Generalfeldmarschall und während des Zweiten Weltkrieges Armeeoberbefehlshaber und Widerstandskämpfer des 20. Juli 1944. Er war von den Verschwörern im Fall des Gelingens des Unternehmens Walküre als Oberbefehlshaber über die gesamte Wehrmacht vorgesehen.

## Familie
Erwin von Witzleben entstammte dem Elgersburg-Angelrodaer Zweig der thüringischen adligen Offiziersfamilie von Witzleben. Sein Vater war der preußische Hauptmann Georg von Witzleben (1838–1898), seine Mutter die bürgerliche Therese geb. Brandenburg (1847–1925).
Am 21. Mai 1907 heiratete er in Chemnitz Else Kleeberg (* 10. März 1885 Chemnitz; † 15. März 1942 Frankfurt am Main). Das Ehepaar hatte zwei Kinder:
- Edelgarde (* 8. März 1908 Liegnitz; 21. Januar 2009) ⚭ 1936 Hans Reimer (1899–1983)
- Job (* 3. Juli 1909 Hirschberg; † 24. Mai 1994 Berg, Pfalz) ⚭ 1940 Anna Maria Winter (* 1904)

## Leben

### Kaiserreich und Erster Weltkrieg
Witzleben absolvierte das preußische Kadettenkorps (1892–1896 in Wahlstatt, ab 1896 in Lichterfelde). Er trat am 22. Juni 1901 als Leutnant in das Grenadier-Regiment „König Wilhelm I.“ (2. Westpreußisches) Nr. 7 im schlesischen Liegnitz ein, wo damals seine verwitwete Mutter lebte. 1910 wurde er zum Oberleutnant befördert.
Im Ersten Weltkrieg war Witzleben zunächst Brigadeadjutant der 19. Reserve-Infanterie-Brigade, bevor er im Oktober 1914 zum Hauptmann und Kompaniechef im Reserve-Infanterie-Regiment Nr. 6 aufrückte. Später wurde er im selben Regiment Bataillonskommandeur. Seine Einheit kämpfte u. a. bei Verdun, in der Champagne und in Flandern. Witzleben wurde schwer verwundet und mit beiden Klassen des Eisernen Kreuzes ausgezeichnet. Nach seiner Verwundung kam er 1918 zur Generalstabsausbildung und erlebte das Kriegsende als Erster Generalstabsoffizier der 121. Infanterie-Division.

### Weimarer Republik
In die Reichswehr wurde Witzleben als Kompaniechef übernommen. 1923 kam er als Major in den Stab der 4. Division nach Dresden. 1928 wurde er Bataillonskommandeur im 6. Infanterie-Regiment, seit 1929 als Oberstleutnant. Anschließend war er Chef des Stabes der 6. Division und übernahm nach der Beförderung zum Oberst 1931 das 8. (Preußisches) Infanterie-Regiment in Frankfurt (Oder).

### Zeit des Nationalsozialismus

#### Vorkriegszeit
Im Frühjahr 1933 erfolgte die Versetzung auf die Stelle des Infanterieführers VI in Hannover. Am 1. Februar 1934 wurde er zum Generalmajor ernannt und als Kommandeur zur 3. Division in Potsdam versetzt. Als Nachfolger von General Werner von Fritsch wurde er Befehlshaber des Wehrkreises III in Berlin.
In dieser Position wurde er Generalleutnant und im September 1935 Kommandierender General des III. Armeekorps in Berlin. 1936 erhielt er seine Beförderung zum General der Infanterie.
Bereits 1934 bezog Witzleben Position gegen das NS-Regime, als er nach der Ermordung der Generale Kurt von Schleicher und Ferdinand von Bredow im Zuge des sogenannten Röhm-Putsches beim Chef der Heeresleitung vorstellig wurde und gegen die Ermordung der beiden Generale protestierte und eine gerichtliche Untersuchung forderte.
Ab 1937 suchte Witzleben nach einer Möglichkeit, Hitler zu stürzen. Im Sommer 1938 – während der Sudetenkrise – war er der Gesamtverantwortliche, der zusammen u. a. mit Oberst Hans Oster (Amt Abwehr), General der Artillerie Franz Halder (Chef des Generalstabes), seinen Mitarbeitern Generalleutnant Walter von Brockdorff-Ahlefeldt und Generalmajor Paul von Hase sowie Generalleutnant Erich Hoepner (der ihm mit seiner 1. Leichten Division unterstellt werden sollte) die sogenannte Septemberverschwörung plante, um das NS-Regime zu beseitigen. Witzlebens Kommando über den wichtigen Berliner Wehrkreis sollte dabei eine entscheidende Rolle spielen. Durch Hitlers Erfolg beim Münchner Abkommen wurde dem geplanten Staatsstreich jedoch die Grundlage entzogen.
Witzleben war inzwischen im November 1938 als Oberbefehlshaber der Heeresgruppe 2 nach Frankfurt (Oder) versetzt worden.

#### Zweiter Weltkrieg

##### Westfeldzug

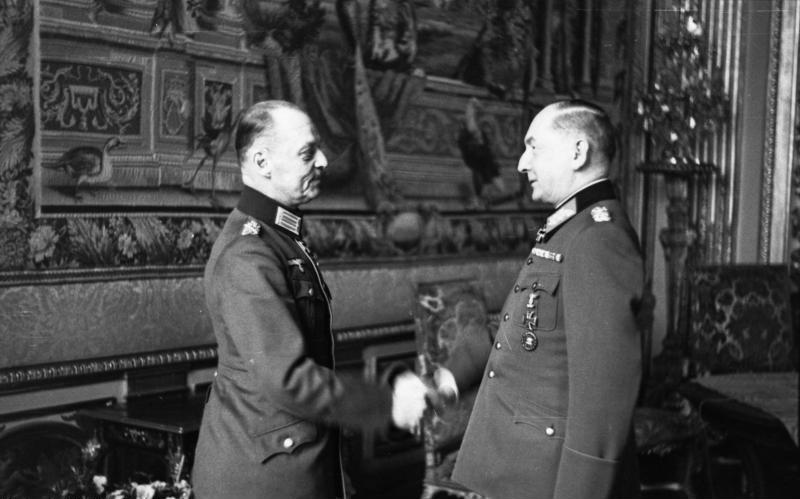
Frankreich 1941: 40-jähriges Dienstjubiläum von Erwin von Witzleben; Gerd von Rundstedt (links) gratuliert

Im September 1939 übernahm der wenig später zum Generaloberst beförderte Witzleben den Oberbefehl über die im Westen stationierte 1. Armee. Beim Angriff auf Frankreich am 10. Mai 1940 gehörte Witzlebens Armee zur Heeresgruppe C unter dem Befehl von Generaloberst Wilhelm Ritter von Leeb. Sie durchbrach am 14. Juni die Maginot-Linie und zwang am 17. Juni mehrere französische Divisionen zur Kapitulation. Dafür wurde Witzleben mit dem Ritterkreuz des Eisernen Kreuzes ausgezeichnet und am 19. Juli 1940 – zusammen mit elf weiteren Generälen – zum Generalfeldmarschall befördert.
1941 wurde er noch zum Oberbefehlshaber West als Nachfolger von Generalfeldmarschall Gerd von Rundstedt berufen, aber bereits Mitte März 1942, angeblich aus gesundheitlichen Gründen, tatsächlich aber wegen des Verdachts, er sei Teil einer militärischen Opposition, auf Betreiben Franz Halders (der sich mittlerweile vom Widerstand distanziert hatte) durch Hitler in die Führerreserve versetzt und erneut durch Rundstedt ersetzt.

##### 20. Juli 1944
1944 war Erwin von Witzleben eine Schlüsselposition in den Staatsstreichplänen der Verschwörergruppe um Claus Schenk Graf von Stauffenberg zugedacht. Während Generaloberst Ludwig Beck als vorläufiges Staatsoberhaupt und Generaloberst Erich Hoepner als Befehlshaber des Ersatzheeres vorgesehen waren, sollte Generalfeldmarschall von Witzleben nach Hitlers Tod als ranghöchster deutscher Soldat den Oberbefehl über die gesamte Wehrmacht übernehmen.
Witzleben, der sich am 20. Juli zunächst im Oberkommando des Heeres in der Bendlerstraße aufgehalten hatte, wurde tags darauf auf dem Gut Seese seines Adjutanten Wilhelm Graf zu Lynar verhaftet und später von dem am 2. August 1944 gebildeten sogenannten „Ehrenhof“ unter Vorsitz von Generalfeldmarschall Gerd von Rundstedt „unehrenhaft aus der Wehrmacht ausgestoßen“, sodass das Reichskriegsgericht für seine Aburteilung nicht mehr zuständig war.

##### Volksgerichtshof und Tod

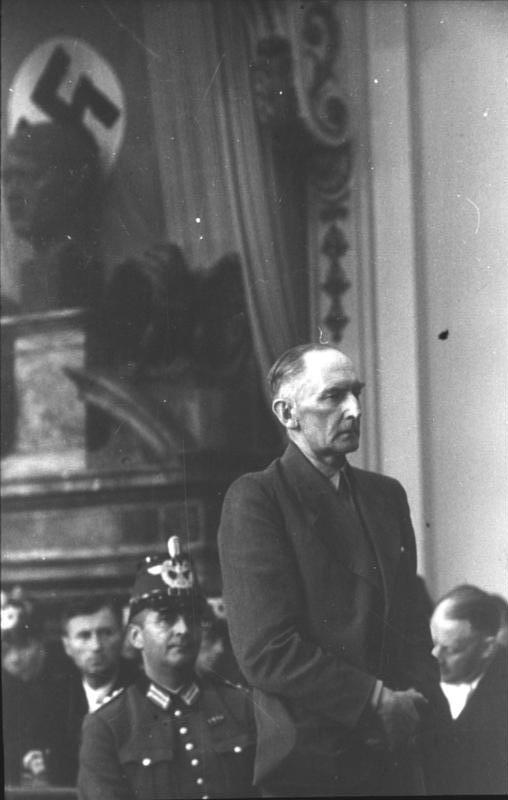
Witzleben als Angeklagter vor dem Volksgerichtshof, August 1944

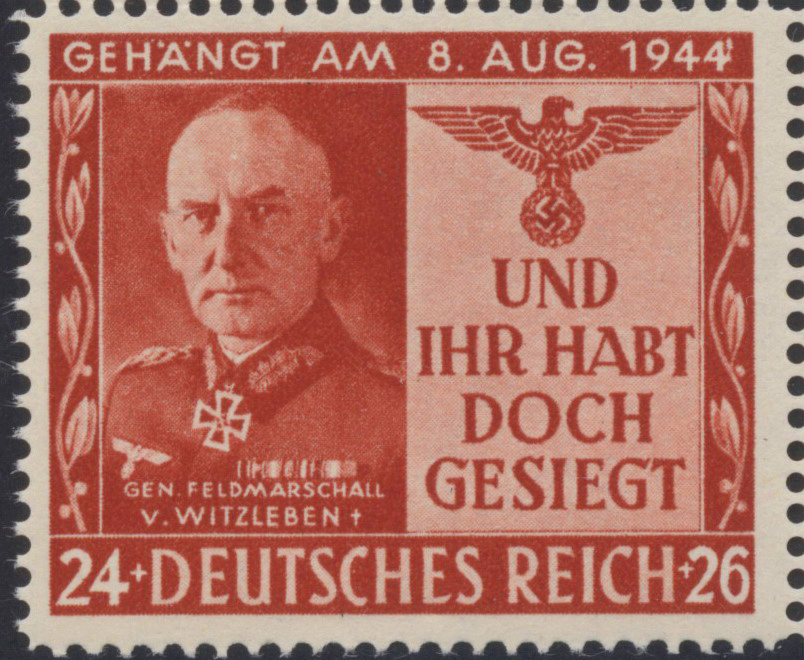
Britische Propagandafälschung einer deutschen Briefmarke mit Porträt von Witzlebens von 1944

Witzleben gehörte zusammen mit Hoepner und sechs weiteren Kameraden zur ersten Gruppe Angeklagter, die sich am 7. und 8. August 1944 vor dem Volksgerichtshof wegen Hochverrats verantworten mussten; den Vorsitz führte dessen Präsident Roland Freisler. Bei Beginn der Verhandlungen zeigte von Witzleben den Hitlergruß, was sich Freisler verbat, da der Angeklagte in seinen Augen ehrlos sei und es, seiner Meinung nach, nur „ehrenhaften Volksgenossen“ gestattet sei, diesen Gruß zu gebrauchen.
Während des Schauprozesses musste er sich durchweg die Hose festhalten, da die Geheime Staatspolizei ihm die Hosenträger abgenommen hatte und er im Gefängnis abgemagert war. Freisler reagierte darauf, indem er von Witzleben fragte: „Was fassen Sie sich dauernd an die Hose, Sie schmutziger, alter Mann?“
Er wurde am 8. August 1944 zum Tode verurteilt. Witzlebens Schlussworte, an Freisler gerichtet, sollen gewesen sein: „Sie können uns dem Henker überantworten. In drei Monaten zieht das empörte und gequälte Volk Sie zur Rechenschaft und schleift Sie bei lebendigem Leibe durch den Kot der Straßen.“
Noch am Tag des Urteils wurde Erwin von Witzleben im Strafgefängnis Berlin-Plötzensee auf ausdrücklichen Befehl Hitlers durch Hängen hingerichtet, anstatt – wie sonst bei Militärangehörigen üblich – durch Erschießen.

## Auszeichnungen
- Eisernes Kreuz (1914) II. und I. Klasse[4]
- Ritterkreuz des Königlichen Hausordens von Hohenzollern mit Schwertern[4]
- Bayerischer Militärverdienstorden IV. Klasse mit Schwertern[4]
- Hanseatenkreuz Hamburg[4]
- Reußisches Ehrenkreuz III. Klasse mit Schwertern und mit Krone[4]
- Verwundetenabzeichen (1918) in Schwarz[4]
- Spange zum Eisernen Kreuz II. und I. Klasse
- Ritterkreuz des Eisernen Kreuzes am 24. Juni 1940[5]

## Ehrungen
An Erwin von Witzleben erinnern heute:
- Gedenkstätte auf dem Invalidenfriedhof Berlin (Scharnhorststraße 31)[6]
- Erwin-von-Witzleben-Ehrenmal in Hude (Oldenburg)
- Erwin-von-Witzleben-Gedenktafel, Halemweg 34 in Berlin-Charlottenburg-Nord
- Erwin-von-Witzleben-Grundschule in Berlin-Charlottenburg-Nord
- Gedenktafel an der Bayerischen Staatskanzlei in München
- In mehreren deutschen Städten sind Straßen nach ihm benannt, so zum Beispiel auf der Pfaffendorfer Höhe in Koblenz die Von-Witzleben-Straße (wo das Zentrum Innere Führung der Bundeswehr seinen Sitz hat) und in Aaseestadt, einem Stadtviertel von Münster, die Von-Witzleben-Straße.

Der 84. Offizieranwärterjahrgang des Deutschen Heeres wurde nach ihm benannt.